# Larry Blyden
Larry Blyden (Houston, 23 giugno 1925 – Agadir, 6 giugno 1975) è stato un attore e produttore teatrale statunitense.
Nel 1972 ha vinto il Tony Award al miglior attore non protagonista in un musical per la sua performance in A Funny Thing Happened on the Way to the Forum.

## Filmografia parziale

### Cinema
- La notte dello scapolo (The Bachelor Party), regia di Delbert Mann (1957)
- Baciala per me (Kiss Them for Me), regia di Stanley Donen (1957)
- L'amica delle 5 ½ (On a Clear Day You Can See Forever), regia di Vincente Minnelli (1970)

### Televisione
- The Alcoa Hour – serie TV, episodio 2x21 (1957)
- The Chevy Mystery Show – serie TV, episodio 1x01 (1960)
- Ai confini della realtà (The Twilight Zone) – serie TV, episodi 1x28-3x20 (1960-1962)
- Corruptors (Target: The Corruptors) – serie TV, episodio 1x09 (1961)
- General Electric Theater – serie TV, episodio 10x12 (1961)
- Thriller – serie TV, episodio 1x19 (1961)
- Avventure in paradiso (Adventures in Paradise) – serie TV, episodio 3x24 (1962)
- The Dick Powell Show – serie TV, episodio 2x02 (1962)
- Il reporter (The Reporter) – serie TV, episodio 1x10 (1964)
- L'ora di Hitchcock (The Alfred Hitchcock Hour) – serie TV, episodio 3x19 (1965)
- ABC Stage 67 – serie TV, episodio 1x05 (1966)